# لك (ديمكاران)
لك (بالفارسية: لک) هي قرية تقع في إيران في قسم دیمکاران الريفي. يقدر عدد سكانها بـ 340 نسمة بحسب إحصاء 2016.